# 473 aC
L'any 473 aC va ser un any del calendari romà prejulià. Durant la República Romana es coneixia com l'Any del consolat de Mamerc i Jul, o de vegades, any 280 Ab urbe condita o de la fundació de Roma. La denominació 473 aC per a aquest any s'ha emprat des de l'edat mitjana, quan el calendari Anno Domini va ser el mètode més usat a Europa per a anomenar els anys.

## Esdeveniments

### Antiga Grècia
- Els habitants de la ciutat de Tàrent, que combatien al costat dels de Règion, van ser vençuts pels messapis.[2]
- Cèfal de Siracusa, pare de l'orador Lísias, s'estableix a Atenes (data aproximada).[3]
- Mícit, tirà de Règion, es va posar al costat dels tarentins en la guerra contra els iapigis, que va acabar en una derrota grega on van morir tres mil soldats de Règion. Els fugitius van ser perseguits fins a les portes de la ciutat.[4]

### República Romana
- Són elegits cònsols de Roma Luci Emili Mamerc i Vopisc Juli Jul. Aquell any hi va haver seriosos conflictes: l'assassinat del tribú de la plebs Gneu Genuci, que havia defensar amb vehemència la Llei Cassia agraria d'Espuri Cassi Viscel·lí aprovada el 476 aC. Genuci presentar una acusació formal contra els cònsols de l'any anterior (474 aC) Luci Furi i Gneu Manli. Alarmats, els patricis van assassinar Genuci al seu propi llit. Això va originar diversos aldarulls.[5]
- Voleró Publili havia servit amb distinció com a primer centurió. Després de deixar el servei el van cridar a files com a simple soldat davant dels aldarulls produïts per l'assassinat de Genuci, i va refusar d'obeir. Els cònsols van ordenar als lictors la seva detenció, però es va resistir i va tenir el suport del poble. Els cònsols van ser expulsats del Fòrum i davant dels aldarulls el Senat es va veure obligat a actuar.[6]